# Veranderlijke kommazweefvlieg
De veranderlijke kommazweefvlieg (Eupeodes goeldlini) is een vliegensoort uit de familie van de zweefvliegen (Syrphidae). De wetenschappelijke naam van de soort is voor het eerst geldig gepubliceerd in 1999 door Mazanek, Laska & Bicik.